# Rozhledna na Ruprechtickém Špičáku
Rozhledna na Ruprechtickém Špičáku se nachází na stejnojmenné nejvyšší hoře české části Javořích hor, jejíž nejvyšší vrchol sahá do výše 880,2 m n. m. Severovýchodní svahy hory leží v Polsku.

## Historie
Od roku 1999 usilovala Lesní správa Broumov
o vybudování dřevěné vyhlídkové věže na nejvyšší hoře české části Javořích hor, tyčící se několik desítek metrů od Česko-polské hranice, avšak z nedostatku finančních prostředků nemohl být záměr realizován. Mimo jiné ve vzdálenosti několika set metrů od vrcholu hory se nachází turistický hraniční přechod Ruprechtický Špičák – Łomnica.
Realizaci tohoto záměru urychlila společnost Český Mobil a.s., která zde chtěla vybudovat vysílač. V roce 2000 zde začala vyrůstat ocelová konstrukce, která měla sloužit jako vysílač a zároveň volně přístupná rozhledna.
Slavnostní otevření rozhledny se konalo dne 1. září roku 2002.
Obdobná rozhledna stojí na vrcholu Val na Hanušovické vrchovině. Ve stejné době ji nechal vystavět totožný operátor.

## Rozhled
Z vyhlídkové plošiny, která se nachází ve výšce 22 m je výhled do Broumovské kotliny, Broumovských stěn, Velkou Hejšovinu (polský název Szczeliniec Wielki), Ostaš, Orlické hory, Turov, na masiv Adršpašsko-teplických skál, Vraní hory (polský název Góry Krucze), Rýchory a Krkonoše.

## Přístup
Na Ruprechtický Špičák se lze dostat po modré turistické značce z Meziměstí (cca 8 km). Také po žluté turistické značce z Ruprechtic, vesnice, jež začíná na úpatí Javořích hor pod Ruprechtickým Špičákem. V neposlední řadě také z Janoviček a to po modré turistické značce (cca 11 km).
Motoristé mohou zanechat osobní automobily na konci Ruprechtic, kde je vybudována odstavná plocha, a pokračovat po žluté turistické značce na vrchol Ruprechtického Špičáku (cca 2 km).
Rozhledna je volně přístupná celoročně.

## Galerie

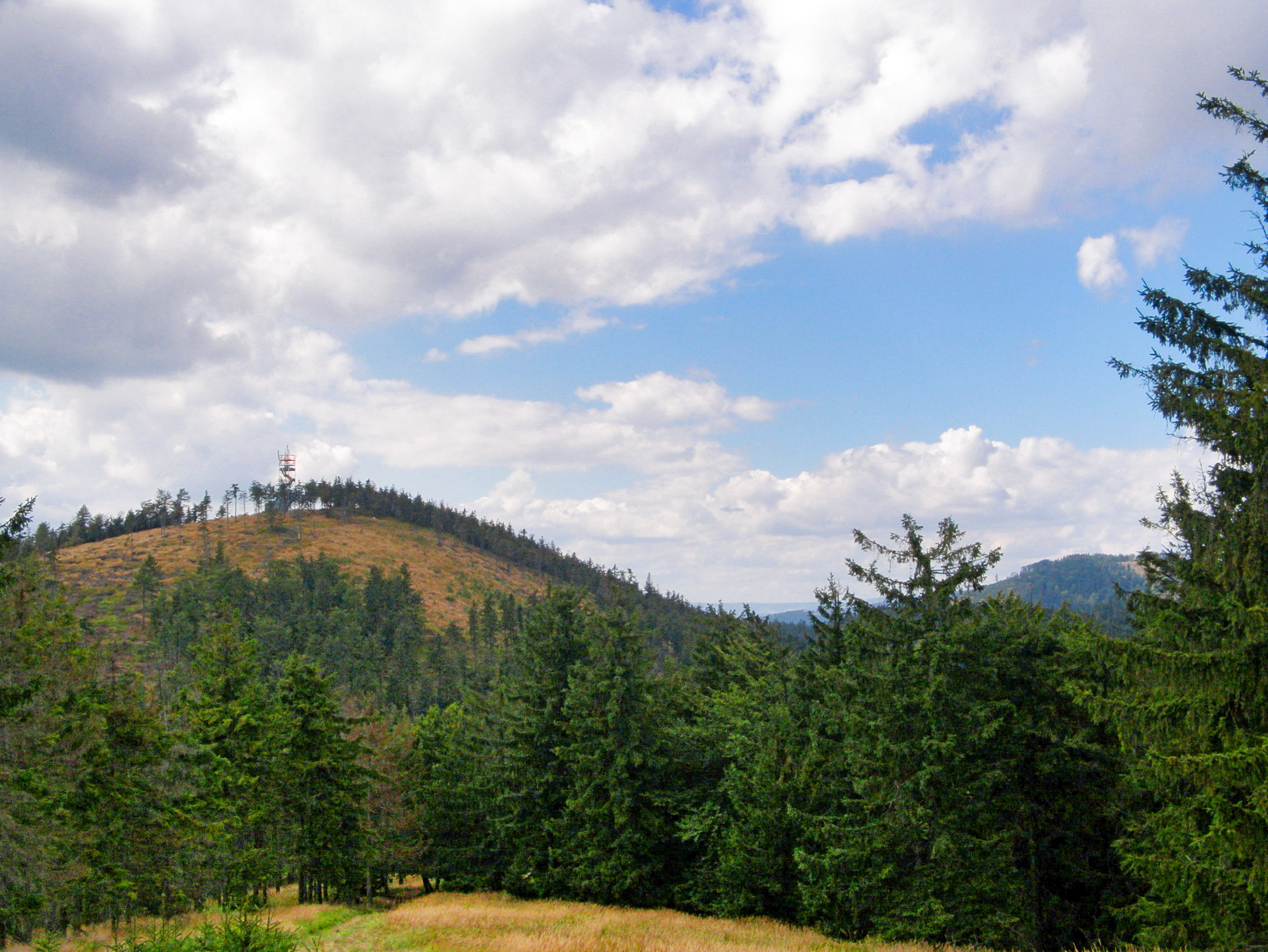
Pohled na rozhlednu od východu
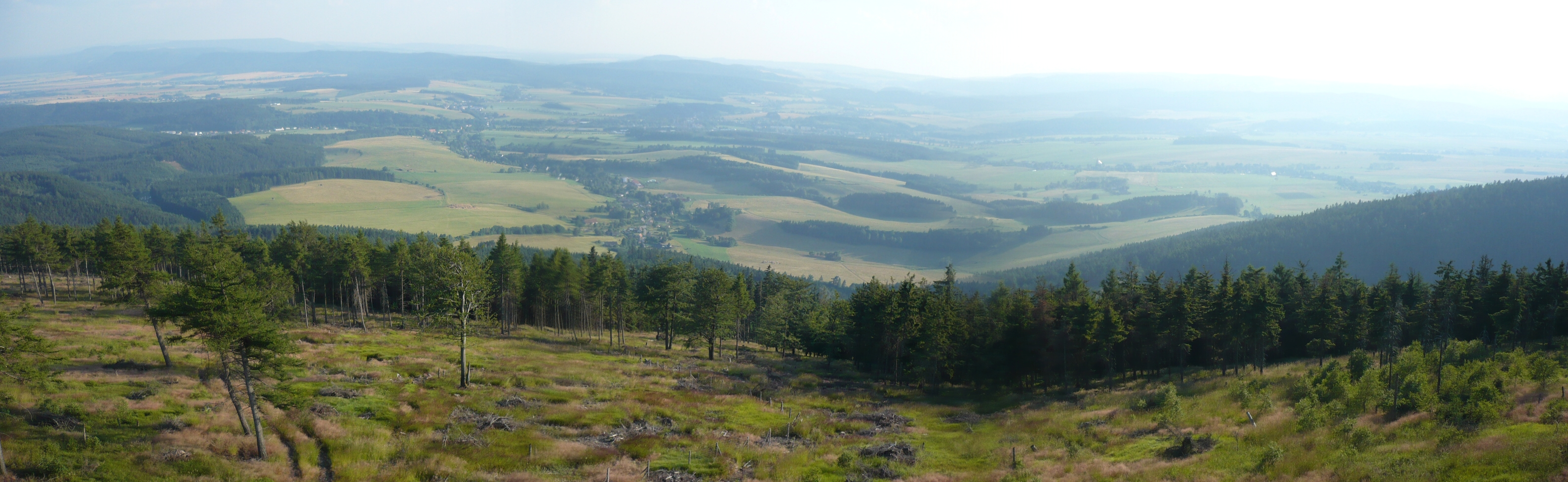
Panoramatický výhled 1
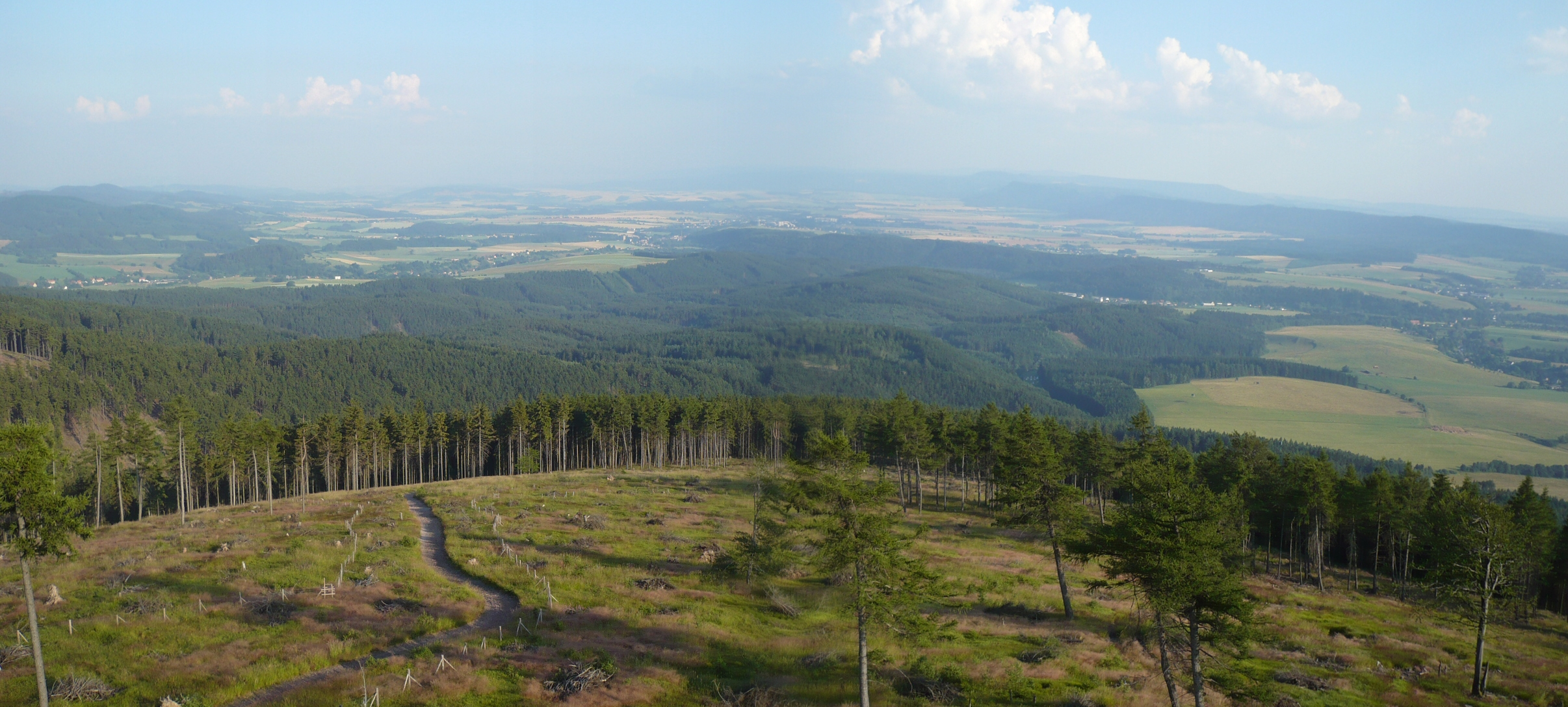
Panoramatický výhled 2
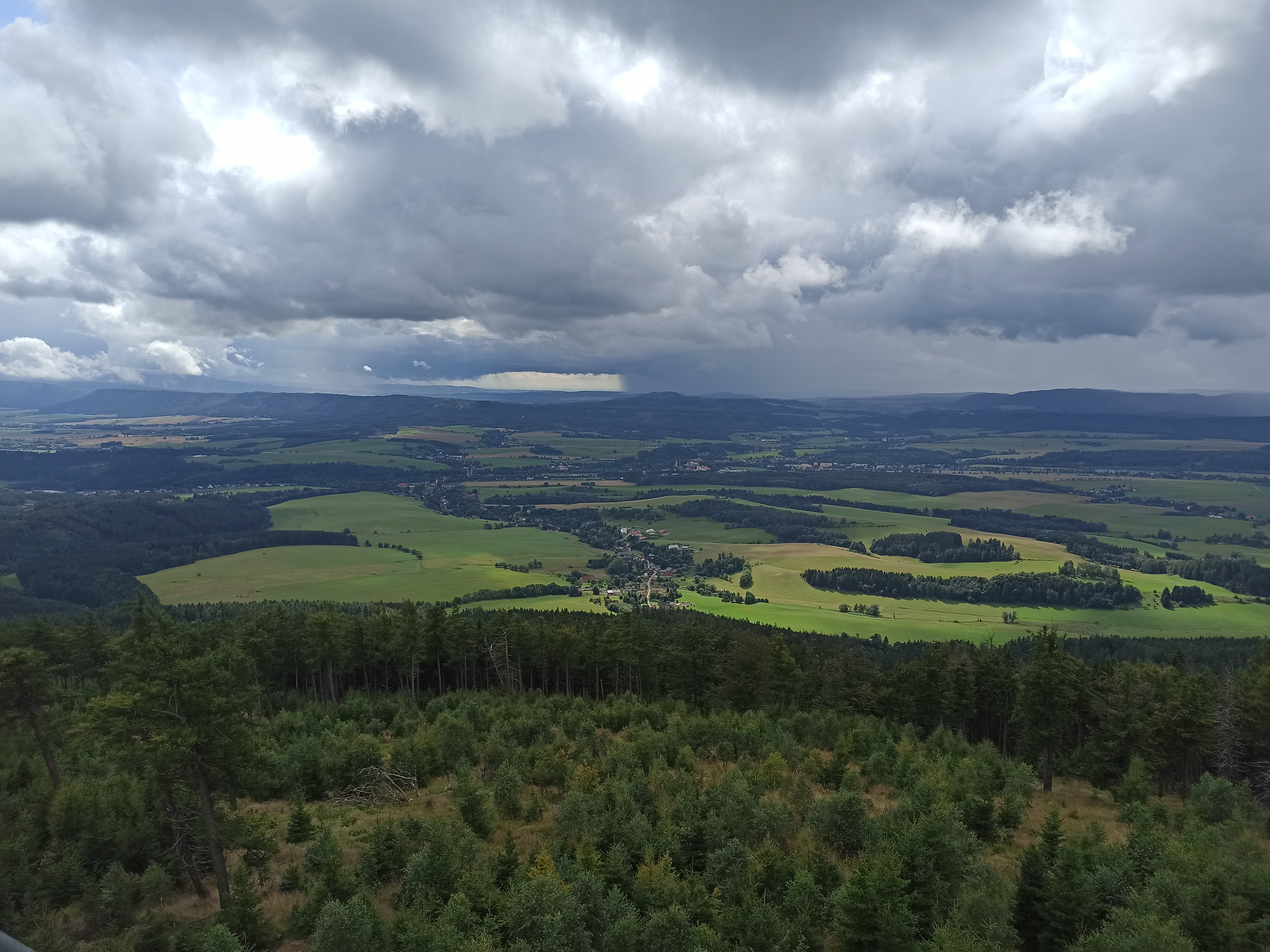
Výhled směrem na jih
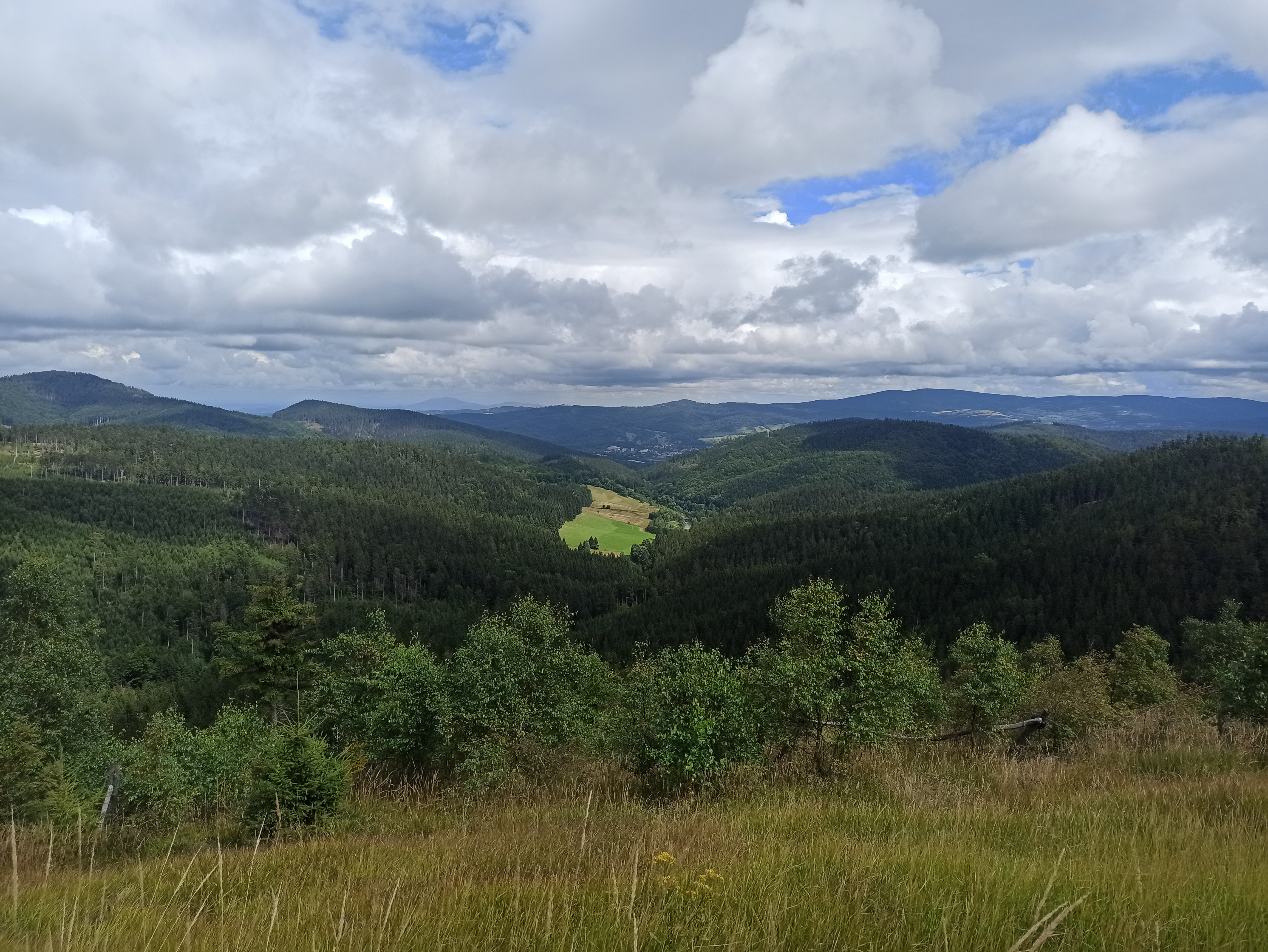
Výhled směrem na východ